# 인비저블맨 (영화)
《인비저블맨》(영어: The Invisible Man)은 2020년 개봉한 오스트레일리아와 미국의 SF 심리 공포 영화이다. 리 워넬이 감독과 각본을 맡았다. H. G. 웰스의 고전 SF 소설 《투명인간》(1897)과 그 소설을 원작으로 한 유니버설 픽처스의 영화 《투명인간》(1933)을 재각색한 작품이다. 엘리자베스 모스가 여주인공 서실리아 역으로, 올리버 잭슨코언이 서실리아를 스토킹하는 투명 인간 에이드리언 그리핀 역으로 출연하였다.
2021년 제46회 새턴상에서 최우수 공포 영화상과 여우주연상을 수상하였다.

## 줄거리
서실리아는 자신을 구속하고 통제하는 광학 공학자 에이드리언에게 몰래 디아제팜을 먹인 뒤 도망쳐 어린 시절 친구 제임스의 집에 몸을 의탁한다. 에이드리언은 자살을 하고 서실리아에게 500 달러의 유산을 남긴다.
이후 서실리아는 제임스 집에서 보이지 않는 타인의 기척을 느낀다. 서실리아는 에이드리언이 실은 살아있으며 광학을 이용해 몸을 숨기는 기술을 개발했다고 확신한다. 그러나 그 누구도 서실리아의 말을 믿지 않는다.

## 출연
- 엘리자베스 모스 - 서실리아 "시" 캐스 역: 건축가.
- 앨디스 호지 - 제임스 러니어 역: 샌프란시스코 경찰국 형사. 서실리아의 어릴 적 친구.
- 스톰 리드 - 시드니 "시드" 러니어 역: 제임스의 10대 딸.
- 올리버 잭슨코언 - 에이드리언 그리핀 역: 매드 사이언티스트. 감독 리 워넬의 전작 《업그레이드》(2018)에 등장한 회사 코발트의 CEO.
- 해리엇 다이어 - 에밀리 "엠" 캐스 역: 서실리아의 여동생.
- 마이클 도먼 - 톰 그리핀 역: 에이드리언의 형. 변호사.
- 러네이 림 - 닥터 리 역
- 니컬러스 호프 - 정신과 의사 역
- 앤서니 브랜던 웡 - 바이크 운전자 역
- 베네딕트 하디 - 마크 역
- 아말리 골든 - 애니 역
- 샘 스미스 - 레클리 형사 역
- 자라 마이클스 - 간호사 역
- 마일스 라이스

## 반응
- 한국 누적관객수: 575,043명 (2024년 7월 7일 기준)

## 같이 보기
- 유니버설 몬스터스